# Hippolyte Maze
Ne doit pas être confondu avec Hippolyte Mazé.

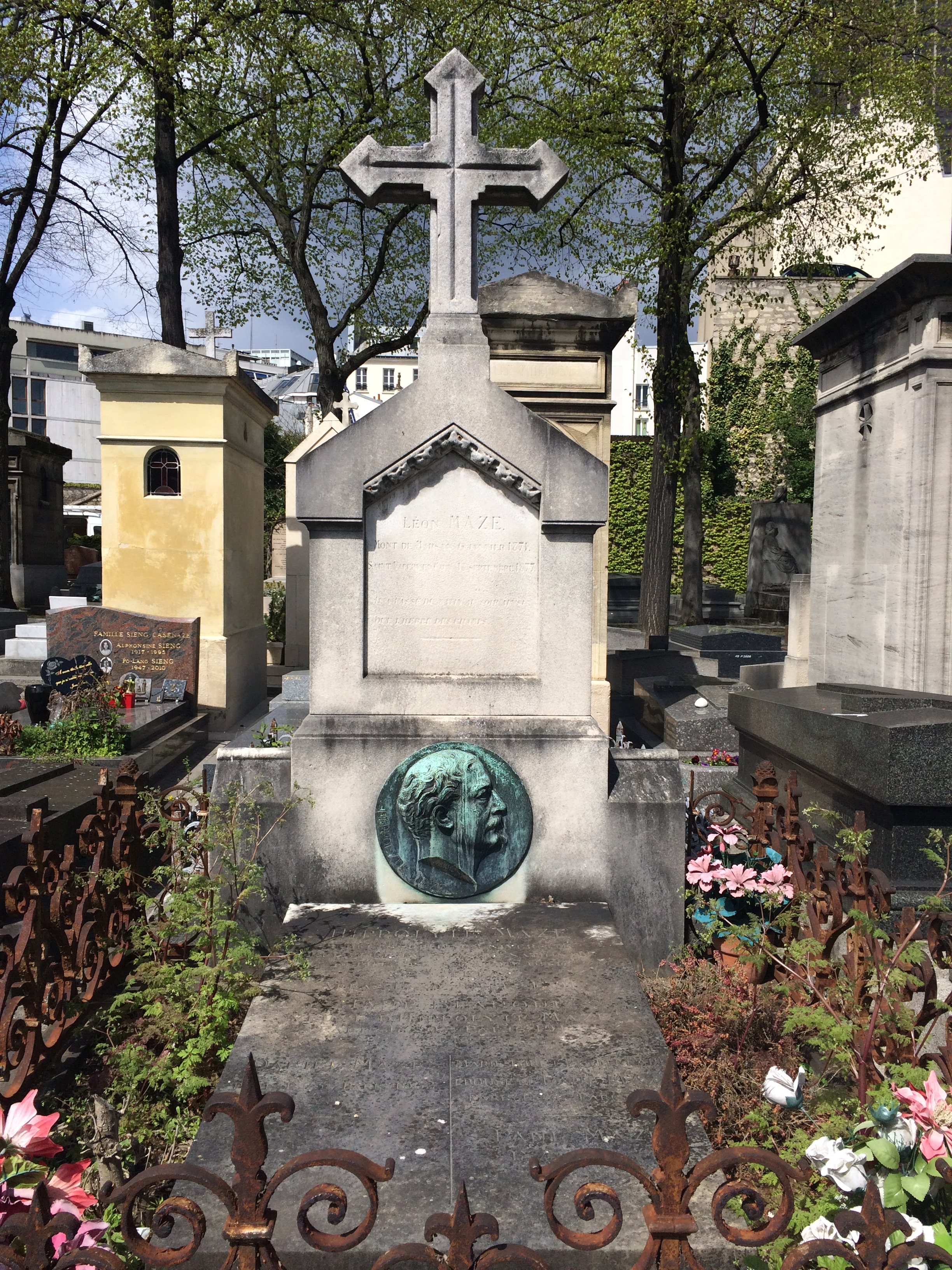
Sépulture d'Hippolyte Maze au cimetière Montparnasse (div. 06) à Paris XIV

Hippolyte Maze (parfois écrit Mazé), né Alexandre-Louis-Hippolyte Maze à Arras le 5 novembre 1839 et mort à Paris le 25 octobre 1891, est enseignant, historien, député et sénateur sous la IIIe République.

## Biographie

### Enseignant et préfet
Hippolyte Maze est le fils d'un officier supérieur. Il fait ses études au lycée Saint-Louis à Paris. En 1859, il entre à l'École normale supérieure et est reçu agrégé d'histoire en 1863. Il est successivement chargé de cours aux lycées de Douai, de Cahors et d'Angers, puis en 1866, il devient professeur titulaire au lycée de Versailles. Il est désigné par le gouvernement de la Défense nationale au poste de préfet des Landes (6 septembre 1870 - 8 avril 1871) puis quitte l'administration pour reprendre sa chaire à Versailles.
En 1875, il est nommé professeur d'histoire au lycée Fontanes à Paris (aujourd'hui Lycée Condorcet). Le 24 janvier 1878 à l'occasion des funérailles de Sophie Bascans, directrice du pensionnat de jeunes filles de Chaillot puis de Neuilly-sur-Seine, il prononce une allocation en son honneur.
Hippolyte Maze est le gendre de l'économiste Adolphe Blanqui et membre de la Société d'économie politique.

### Député
Hippolyte Maze se présente à la députation, comme candidat républicain modéré, le 21 décembre 1879, dans la 2e circonscription de Versailles, en remplacement de Monsieur Journault, démissionnaire. Il est élu député.
Hippolyte Maze siège sur les bancs de la gauche républicaine. En 1880, il fait inscrire l'instruction morale et civique au nombre des matières enseignées dans les écoles primaires.
Il soutient les cabinets Gambetta et Jules Ferry, et parle fréquemment sur les questions d'enseignement primaire et secondaire.
En 1882, il dépose une proposition de loi sur les sociétés de secours mutuels, et en est le rapporteur en mars 1883. Il est nommé membre de la commission de surveillance de la caisse d'amortissement et de la caisse des dépôts et consignations.

### Sénateur
En 1886, il profite de l'élection sénatoriale complémentaire du 4 avril 1886, motivée par le décès de Charles Gilbert-Boucher, pour se faire élire sénateur de l'ancien département de Seine-et-Oise. Hippolyte Maze suit au Sénat la même ligne politique qu'à la Chambre ; il est le spécialiste des questions de mutualité, qu'il a souvent traitées à la tribune parlementaire. Hippolyte Maze crée la Ligue nationale de la prévoyance et de la mutualité. Avec son collègue Jean Macé, ils soutiennent activement le mutualiste Jean-Cyrille Cavé dans la création de la mutualité scolaire.
En 1887, il créa une revue intitulée La Revue des institutions de prévoyance.

## Publications
Hippolyte Mazé est l'auteur de nombreux ouvrages d'histoire :
- Le Général F.-S. Marceau, sa vie, sa correspondance
- Les gouvernements de la France du XVIIe au XIXe siècle
- La république des États-Unis d'Amérique
- La fin de la révolution par la République
- La lutte contre la misère
- Les généraux de la République : Kléber, Hoche, Marceau